# ワラターズ
- ワラタス

ニューサウスウェールズ・ワラターズ（英: New South Wales Waratahs）は、スーパーラグビーに参加するオーストラリアのラグビーユニオンチーム。本拠地はシドニーのシドニー・フットボール・スタジアム。日本の報道メディアにおいてはワラタスの表記も多く見られる。

## 概要
ニューサウスウェールズ州（南部地域を除く）のラグビーユニオンクラブ所属の選手および契約選手から選抜・編成されるチーム。1996-2004シーズンのチーム名はNSWワラターズ。
チームカラーはスカイブルーのジャージ、ネイビーブルーのショーツ。愛称は「Tahs」。
日本の空調総合メーカーであるダイキン工業と2016から2018シーズンまでメインスポンサー契約を締結。日系企業がオーストラリアのスーパーラグビーチームのスポンサーを務める初のケースとなった。

## 歴史
1996年創設。ニューサウスウェールズ州ラグビーユニオンとしては1882年創設。
1986年から1995年にかけて、スーパーラグビーの前身大会となるサウスパシフィック・チャンピオンシップ、スーパー10に出場。
2002シーズンのスーパー12では、総当りラウンドを2位通過するものの、プレーオフのセミファイナルで敗退。2005シーズン、2008シーズンには準優勝を遂げた。
2014シーズン、スーパーラグビー初優勝を果たす。
2015シーズン、日本代表の松島幸太朗がチームに加入した。

## マスコット
- ター・マン（Tah Man） - アメリカンコミックスのスーパーヒーローのようなマスクとマントをつけた容姿[1][2]。
- ター・ウーマン（Tah Woman） - 2023年3月23日から登場。ター・マンと同様に女性スーパーヒーローの容姿[3][2]。

## タイトル
- スーパー12準優勝 1回（2005年)
- スーパー14準優勝 1回（2008年)
- スーパーラグビー優勝 1回（2014年)

## 成績

### スーパーラグビー戦績
| シーズン | 大会名                         | 試合数 | 勝 | 分 | 敗 | 順位 | 参加チーム数 | プレーオフ |
| -------- | ------------------------------ | ------ | -- | -- | -- | ---- | ------------ | ---------- |
| 1996     | スーパー12                     | 11     | 5  | 0  | 6  | 6位  | 12チーム     | ―          |
| 1997     | スーパー12                     | 11     | 4  | 0  | 7  | 9位  | 12チーム     | ―          |
| 1998     | スーパー12                     | 11     | 6  | 1  | 4  | 6位  | 12チーム     | ―          |
| 1999     | スーパー12                     | 11     | 4  | 1  | 6  | 8位  | 12チーム     | ―          |
| 2000     | スーパー12                     | 11     | 5  | 0  | 6  | 9位  | 12チーム     | ―          |
| 2001     | スーパー12                     | 11     | 5  | 0  | 6  | 8位  | 12チーム     | ―          |
| 2002     | スーパー12                     | 11     | 8  | 0  | 3  | 3位  | 12チーム     | ベスト4    |
| 2003     | スーパー12                     | 11     | 6  | 0  | 5  | 5位  | 12チーム     | ―          |
| 2004     | スーパー12                     | 11     | 5  | 0  | 6  | 8位  | 12チーム     | ―          |
| 2005     | スーパー12                     | 11     | 9  | 0  | 2  | 2位  | 12チーム     | 準優勝     |
| 2006     | スーパー14                     | 13     | 9  | 0  | 4  | 3位  | 14チーム     | ベスト4    |
| 2007     | スーパー14                     | 13     | 3  | 1  | 9  | 13位 | 14チーム     | ―          |
| 2008     | スーパー14                     | 13     | 9  | 1  | 2  | 2位  | 14チーム     | 準優勝     |
| 2009     | スーパー14                     | 13     | 9  | 0  | 4  | 5位  | 14チーム     | ―          |
| 2010     | スーパー14                     | 13     | 9  | 0  | 4  | 3位  | 14チーム     | ベスト4    |
| 2011     | スーパーラグビー               | 16     | 10 | 0  | 6  | 5位  | 15チーム     | ベスト6    |
| 2012     | スーパーラグビー               | 16     | 4  | 0  | 12 | 11位 | 15チーム     | ―          |
| 2013     | スーパーラグビー               | 16     | 8  | 0  | 8  | 9位  | 15チーム     | ―          |
| 2014     | スーパーラグビー               | 16     | 12 | 0  | 4  | 1位  | 15チーム     | 優勝       |
| 2015     | スーパーラグビー               | 16     | 11 | 0  | 5  | 2位  | 15チーム     | ベスト4    |
| 2016     | スーパーラグビー               | 15     | 8  | 0  | 7  | 10位 | 18チーム     | ―          |
| 2017     | スーパーラグビー               | 15     | 4  | 0  | 11 | 16位 | 18チーム     | ―          |
| 2018     | スーパーラグビー               | 16     | 10 | 1  | 5  | 3位  | 15チーム     | ベスト4    |
| 2019     | スーパーラグビー               | 16     | 6  | 0  | 10 | 12位 | 15チーム     | ―          |
| 2020     | スーパーラグビーAU             | 8      | 4  | 0  | 4  | 4位  | 5チーム      | ―          |
| 2021     | スーパーラグビーAU             | 8      | 0  | 0  | 8  | 5位  | 10チーム     | ―          |
| 2022     | スーパーラグビー・パシフィック | 14     | 8  | 0  | 6  | 6位  | 12チーム     | ベスト8    |
| 2023     | スーパーラグビー・パシフィック | 14     | 6  | 0  | 8  | 6位  | 12チーム     | ベスト8    |
| 2024     | スーパーラグビー・パシフィック | 14     | 2  | 0  | 12 | 12位 | 12チーム     | ―          |
| 2025     | スーパーラグビー・パシフィック | 14     | 6  | 0  | 8  | 8位  | 11チーム     | ―          |

## スコッド
2025シーズンのスコッド（2025年1月現在）
| プロップ - ブラッド・アミトゥアナイ - シオシファ・アモネ - ジャック・バーレット - アンガス・ベル - ダニエル・ボッチャ - アドリアン・ブラウン(Adrian Brown) - アイザック・アエドーカイレア - トム・ランベルト - タニエラ・トゥポウ フッカー - エイサン・ドビンズ - ジュリアン・ヘブン - デイヴ・ポレクキ - マヘ・ヴァイラヌ ロック - アレ・アホ - ミレス・アマトセロ - ベン・グラント - クレーム・ハラホロ(Clem Halaholo) - ヒュー・シンクレア - アンジェロ・スミス | フランカー/No.8 - ジェイミー・アダムソン - チャーリー・ギャンブル - ランギ・グリーソン - メス・クナヴラ - フェルガス・リーワーナー - ロバート・レオタ - リーフィ・タラティアナ(Leafi Talatiana) スクラムハーフ - ジェーク・ゴードン - ジャック・グラント - テディ・ウィルソン フライハーフ - ジャック・ボーウェン - ローソン・クレイトン - テイン・エドメド | センター - ララカイ・フォケティ - ヘンリー・オドネル - ルーカス・リップレー - ジャクソン・ロパタ(Jackson Ropata) - ジョセフ・スアアリー - ジョーイ・ワトソン ウイング - ジェームズ・ヘンドレン(James Hendren) - アンドリュー・ケラウェイ - ダービー・ランカスター - トリスタン・レイリー フルバック - マックス・ヨルゲンセン - アーチー・サンダース(Archie Saunders) |
| | | |
| はキャプテン。 | | |

## 歴代所属選手
- ピーター・ヒューワット
- エルビス・タイオネ
- アダム・コールマン
- ジョノ・ランス
- ブラッキン・カラウリア・ヘンリー
- タンゲレ・ナイヤラボロ
- アティエリ・パカラニ
- クリス・アルコック
- ジャック・ポトヒエッター
- ベン・ヴォラヴォラ
- グレッグ・ピーターソン
- ウィル・スケルトン
- シタレキ・ティマニ
- ウィクリフ・パールー
- ロペティ・ティマニ
- サム・ラウシ
- マイケル・アラアラトア
- マット・ルーカス
- 松島幸太朗
- ディーン・マム
- パディー・ライアン
- セニオ・トレアフォア
- ハリー・ジョーンズ
- ジェームズ・ヒルターブランド
- ケーン・ダグラス
- アンドリュー・ケラウェイ
- ブライス・ヘガティ
- アンガス・タアバオ
- ザック・ギルフォード
- アンドリュー・ディーガン
- ベン・ドナルドソン
- ロブ・ホーン
- シャムベックラー・ブイ
- カーティス・ロナ
- ニック・フィップス
- タウタラタシ・タシ
- カリヴァティ・タワケ
- イズラエル・フォラウ
- サム・ケアード
- トル・ラトゥ
- バーナード・フォーリー
- ロブ・シモンズ
- パトリック・タファ
- キャメロン・クラーク
- トム・ロバートソン
- リサラシオシファ
- カルロ・ティッツァーノ
- サム・ワイクス
- ジャック・デンプシー
- マックス・ダグラス
- ルアーン・スミス
- ジェイミー・ロバーツ
- ラーボニ・ウォーレン＝ボスアヤコ
- ベン・ダウリング
- エンリケ・ピエレット
- トル・ラトゥ
- ジェド・ホロウェイ
- タレニ・セウ
- ネッド・ハニガン
- ブニポラ・フィフィタ
- ポネ・ファアマウシリ
- マイケル・フーパー
- イザイア・ペレス
- ネマニ・ナドロ
- マーク・ナワンガニタワシ
- ディラン・ピーチ
- カートリー・ビール
- ウィル・ハリソン